# Seule dans la forêt
Seule dans la forêt est une pièce enfantine pour piano de Germaine Tailleferre composée en 1951.

## Présentation
Seule dans la forêt est composé en 1951. La partition est publiée pour la première fois en 1952 chez Pierre Noël, dans le recueil collectif Les Contemporains, IV, puis dans le recueil Printemps musical aux éditions Lemoine en 1958, et séparément par Billaudot en 1998,.
Dédiée à Michèle Desgraupes-Giraudeau, l'œuvre consiste, selon l'analyse de Guy Sacre, en « deux pages où le pas monotone des croches par deux, les secondes effleurées, la mélodie plaintive, et plus loin les syncopes de la partie centrale, marquent la crainte grandissante de l'enfant, avec çà et là, au fond des bois, l'écho de ses appels ».
Seule dans la forêt est d'une durée moyenne d'exécution de deux minutes environ.